# Iglesia de Santa Dorotea
La iglesia de Santa Dorotea o  iglesia de los Santos Silvestre y Dorotea es un lugar de culto católico del centro histórico de Roma situado en el distrito del Trastevere, en la calle del mismo nombre. Desde el 12 de junio de  2014 existe un título cardenalicio con el nombre de Santa Dorotea.

## Historia
La actual iglesia está edificada en el solar de una antigua iglesia medieval, construida con una bula del papa Calixto II del año 1123 bajo el nombre de Sancti Silvestri iuxta portam Septimianam, y construida e el siglo XIV con el nombre de San Silvestro della malva; En el año 1445 adopta el nombre de San Silvestre y Santa Dorotea.
Con ocasión del Año santo del 1475 la iglesia medieval fue demolida para construir una nueva, dedicada solamente a  Santa Dorotea, mártir cristiana bajo el gobierno del emperador Diocleciano. En alguna dependencia anexa a la sacristía tanto Cayetano de Thiene como José de Calasanz, sentaron las bases para la fundación de sus respectivas órdenes. En el 1738 la iglesia fue asignada a los padres Conventuales que la demolieron en  1750 y seis años después construyeron una nueva con un aplio convento anexo. La fábrica de la iglesia fue encomendada a Giovanni Battista Nolli, que se encuentra sepultado en la base del altar mayor.

## Descripción

### Arte y arquitectura

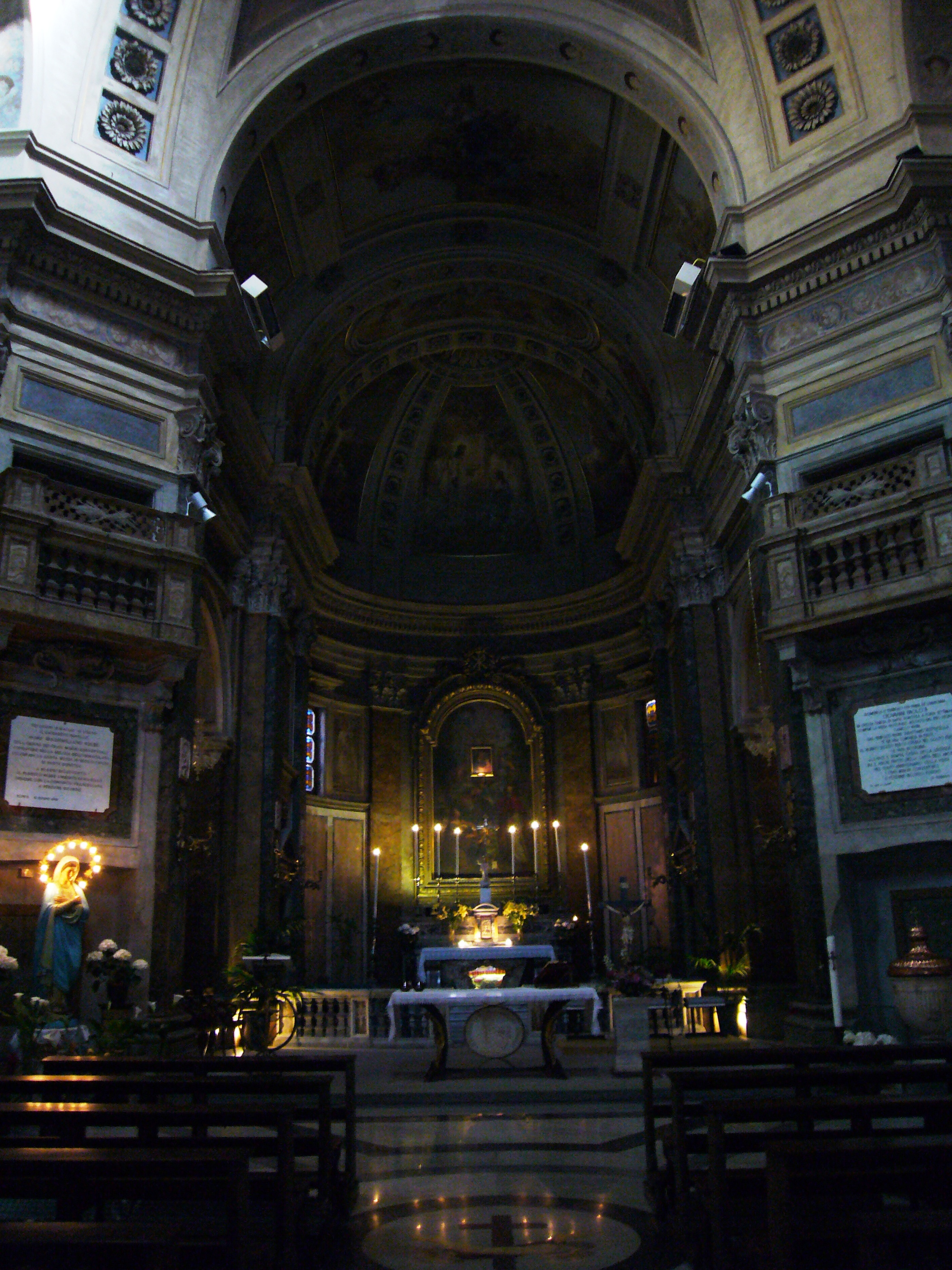
Interior del templo

La fachada de la iglesia es ligeramente cóncava y sobre el portón de entrada hay una inscripción que recuerda a los dos santos a cuya memoria está dedicado el templo.

Omnipotenti Deo in honorem S.S. Sylvestri Papæ ac Dorothæ Virginis et Martyris

El frontón con que está rematada la fachada posee un pequeño ático con dos ventanas que se abren sobre la cornisa asentada sobre columnas de fuste compuesto.
El interior de la iglesia es de planta de cruz latina, con nave `principal y  crucero, con cuatro altares laterales; tanto el transepto como la girola están cubiertos con frescos con la Historia de Santa Dorotea y de los santos franciscanos de Gaetano Bocchetti. La nave termina con un  ábside semicircular, iluminado por dos ventanas rectangulares, y en el centro el altar mayor marmóreo, bajo el que están custodiadas las reliquias de Santa Dorotea. 
La nueva pintura sobre tabla que representa el martirio de la joven santa es del maestro Gino Terreni. En el Retablo, se encuentra el lienzo Santa Dorotea y San Silvestre de Michele Bucci, all'interno del quale è inserito el cuadro de la Madonna del Divino Amore. El altar del brazo derecho del transepto está dedicado a San Antonio de Padua y cobija la obra Sant'Antonio de Lorenzo Gramiccia; El brazo izquierdo, a su vez, está dedicado a San Francisco de Asís y auspicia la obra titulada Extasis de San Francisco de Liborio Marmorelli. El crucero está cubierto con cúpula octogonal con linterna, sujeta con cuatro pilastras, alguna de las cuales presenta un coretto.
Bajo la iglesia hay una pequeña capilla dedicada a la Vergine Desolata.

## Voces relacionadas
- Santa Dorotea (título cardenalicio)

## Enlaces
- Wikimedia Commons alberga una categoría multimedia sobre Iglesia de Santa Dorotea.

- Datos: Q426226
- Multimedia: Santa Dorotea (Rome) / Q426226